# 坂本優太
坂本 優太（さかもと ゆうた、1995年3月16日 - ）は、福井放送所属のアナウンサー。元俳優でホリプロに所属していた。

## 来歴
- 2002年、テレビドラマ「ギンザの恋」で子役としてデビュー。その後、「おはスタ」などのバラエティ番組やテレビドラマ「3年B組金八先生」「高校生レストラン」にレギュラー出演。その後はテレビドラマでの単発出演が多かったが、2014年には映画「神さまの言うとおり」、2015年に舞台「CENDRILLON」に出演するなど、活動の場を広げた。
- 学習院大学法学部政治学科を卒業し[1]、2017年4月、福井放送へ入社。現在はアナウンサーとして福井県内のニュース報道やリポート等に携わっている。
- 海外旅行を趣味とする[2]ほか、鉄道ファン[3]でもある。
- 座右の銘は「勉強しない大人になるな！」。

## 福井放送の担当番組
- おじゃまっテレ ワイド&ニュース（月曜 - 金曜 15:50 - 19:00）
- にじパレ（土曜 9:30 - 10:00）
- FBCニュース

## 俳優時代の出演作品・番組

### テレビドラマ
- ギンザの恋（2002年1月7日 - 2月18日、日本テレビ）
- よい子の味方 〜新米保育士物語〜（2003年1月18日 - 3月15日、日本テレビ）
- 3年B組金八先生（TBS） - 長谷川孝志 役
  - 第8シリーズ（2007年10月11日 - 2008年3月20日）
  - 3年B組金八先生ファイナル〜『最後の贈る言葉』（2011年3月27日）
- 高校生レストラン（2011年5月7日 - 7月2日、日本テレビ） - 名張洋二 役
- 新・警視庁捜査一課9係 season3 『殺人渓谷』（2011年8月24日、テレビ朝日） - 結城晃一郎（少年時代） 役
- ティーンコート（2012年1月10日・1月17日、日本テレビ）
- 最も遠い銀河（2013年2月2日・2月3日、テレビ朝日） - 桐生晴之（幼少期） 役
- お家さん（2014年5月9日、読売テレビ）

### バラエティ
- 解決クスリになるTV（2002年1月、テレビ東京）
- アッコにおまかせ（TBS）
- ポップジャム （2003年3月、NHK総合テレビ）
- HEY!HEY!HEY! MUSIC CHAMP（2003年5月、フジテレビ）
- 速報!歌の大辞テン（2003年6月、日本テレビ）
- おはスタ（2006年4月3日 - 2007年3月30日、テレビ東京） - おはキッズとして出演
- 太田光の私が総理大臣になったら…秘書田中。（2007年9月、日本テレビ）

### 教養・ドキュメンタリー
- いま考える 2006 夏 親子で考える平和 子供たちの戦争 （2006年8月、NHK総合テレビ）

### 映画
- L♥DK （2014年4月、東映）
- 神さまの言うとおり （2014年11月、東宝）

### 舞台
- 34丁目の奇跡〜Here's Love〜（2004年11月 - 12月） - トミー・マーラ 役
- CENDRILLON （2015年8月、本多劇場） - エルマー 役
- ヴァルプルギスの夜 （2016年4月、シアターサンモール） - エルレン 役

### CM等
- イオン24色カラーンドセル・机（2002年）
- 東芝企業CM 電球への思い篇（2008年 - 2009年）
- 明治乳業エッセルスーパーカップ（2011年）
- ベネッセコーポレーション 「進研ゼミ高1講座」（2012年）